# Frank Garfield Rutherford
Frank Garfield Rutherford   (23 de novembre de 1964) és un atleta de les Bahames, ja retirat, especialista en triple salt. En els Honors de Cap d'Any del 2003 va ser nomenat membre de l'Orde de l'Imperi Britànic (MBE) pel seu servei a l'esport.

## Carrera esportiva
Estudià a la Universitat de Houston. Fou el primer bahamià que guanyà tres campionats de la NCAA en triple salt.
Competí a tres edicions dels Jocs Olímpics d'Estiu, el 1988, 1992 i 1996, en què guanyà una medalla de bronze en la prova del triple salt als Jocs de Barcelona 1992, esdevenint el primer atleta de Bahames a guanyar una medalla olímpica.

## Resultats
| Any  | Competició                                     | Seu                        | Resultat |
| ---- | ---------------------------------------------- | -------------------------- | -------- |
| 1987 | Campionat del Món d'atletisme en pista coberta | Indianapolis, Estats Units | 3r       |
| 1987 | Jocs Panamericans                              | Indianapolis, Estats Units | 3r       |
| 1992 | Jocs Olímpics d'Estiu                          | Barcelona, Catalunya       | 3r       |

## Millors marques
- Triple salt. 17,41 metres (1992)[4]